# Église Saint-Médard de Saugues
L'église Saint-Médard est une ancienne collégiale située à Saugues, dans le département français de la Haute-Loire en région Auvergne-Rhône-Alpes. Cette ancienne collégiale a été classée au titre des monuments historiques en 1840 et inscrite en 1971.

## Histoire
En dépit des agrandissements et des modifications secondaires apportées au cours des âges on retrouve dans le bâtiment la trace des anciens édifices.

### Époque romane
Construite sur des dimensions plus réduites que l'édifice actuel, l'église primitive était orientée ouest-est. Son porche se trouvait au sud. Les maçonneries de la salle du trésor datent de cette époque. Cette dernière pourrait être la première entrée de l'église. Au revers de la façade sud on peut remarquer deux chapiteaux dont l'un a une figure humaine. À l’intérieur, des piliers et quelques chapiteaux datent de cette époque.

### XIVesiècle
L’église fut agrandie à la fin du XIIIe siècle et au début du XIVe. De cette époque datent le porche actuel avec ses larges ébrasements et, à l’intérieur, le mur sud de la nef avec ses colonnes coiffées de chapiteaux à crosse.

### XVeetXVIesiècles
Le chœur et la nef furent réédifiés dans une architecture flamboyante à arcades brisées à pénétration directe dans les maçonneries. L'écroulement d'une partie de l'édifice au XVIIe siècle entraîna la reconstruction du mur nord, de la voûte et d'une partie de chœur.

### XIXesiècle
En 1873, la nef fut prolongée d'une travée vers l’ouest et achevée par une façade en pierre de Volvic ornée de deux statues : à gauche saint Roch et à droite saint Médard. En 1968, la voûte du chœur s'est effondrée, elle a été reconstruite telle qu'on peut la voir aujourd'hui.

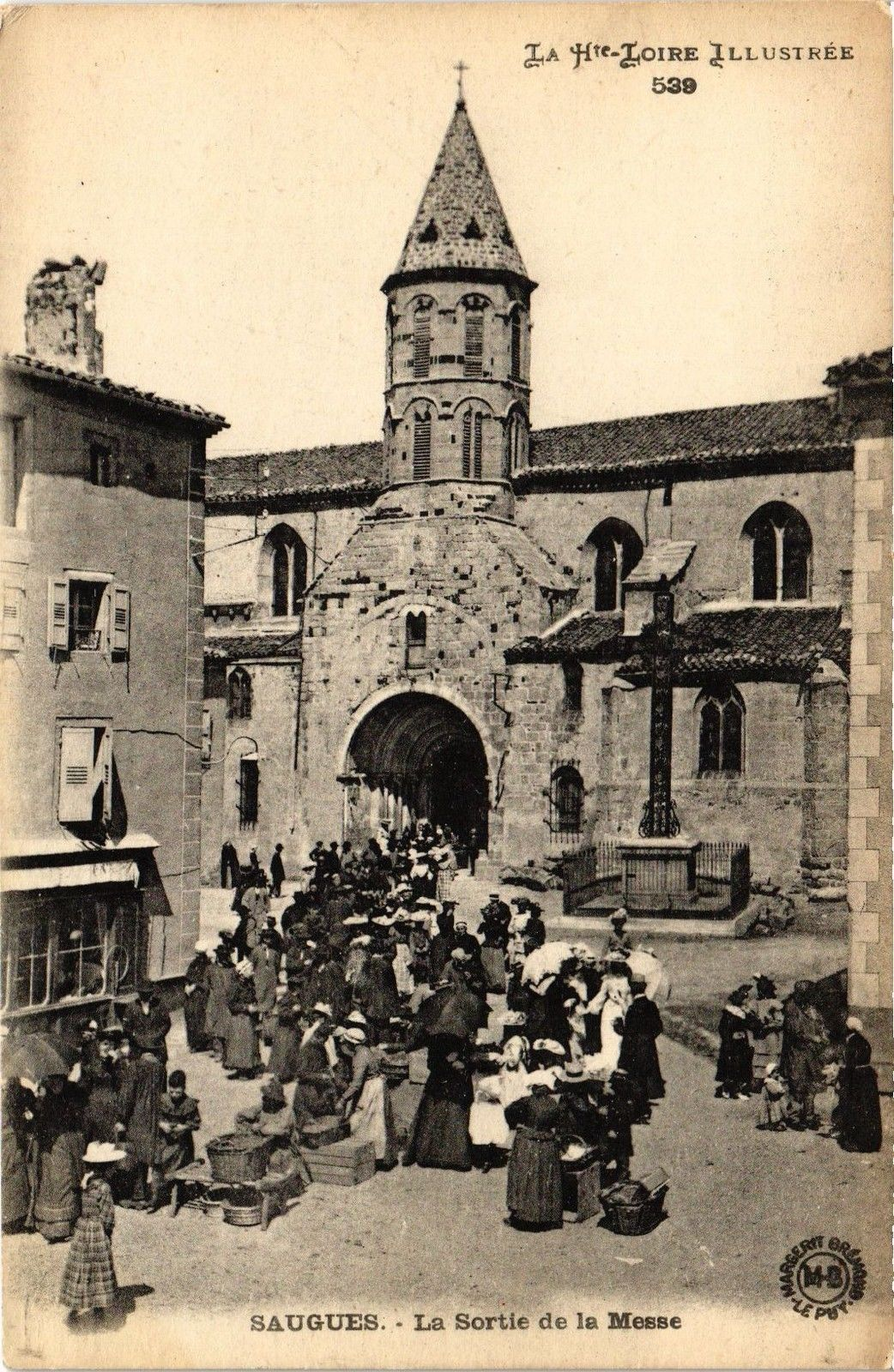
Sortie de messe en 1905.

On peut remarquer un autel avec gisant consacré à saint Bénilde (1805-1862), frère des écoles chrétiennes qui passa les vingt dernières années de sa vie à Saugues et fut canonisé en 1967.

## Vitraux
Au chevet deux vitraux consacrés à la vie et au martyre de saint Noël Chabanel par Charles Borie, peintre verrier du XIXe siècle.
Celui du martyre est une rare représentation d'un amérindien et plus particulièrement d'un Huron dans l'art français .